# Penry Williams
Penry Williams (Merthyr Tydfil, 1802 – Roma, 27 luglio 1885) è stato un artista gallese che ha trascorso la maggior parte della sua vita a Roma.

## Biografia
Fu battezzato nel febbraio 1802 a Merthyr Tydfil, figlio di un imbianchino. Inviato a Londra da Sir John Guest ed altri, studiò nelle scuole della Royal Academy con Henry Fuseli; in seguito, nel 1821, ricevette una medaglia d'argento dalla Society of Arts per un "disegno dall'antico". Dal 1822 divenne un assiduo espositore di ritratti e vedute presso la Royal Academy, la British Institution e la Society of British Artists fino al 1827, quando infine si stabilì a Roma.
Nell'aprile 1828 Williams venne eletto socio della Society of Painters in Watercolors, esponendo annualmente fino al 1833, anno in cui si dimise. Lo studio romano di Williams fu per mezzo secolo una delle attrazioni riconosciute dai visitatori inglesi. Morì a Roma il 27 luglio 1885 e le sue opere rimaste furono vendute da Christie's l'anno seguente.

## Vita privata
Per la maggior parte della sua permanenza a Roma Williams ebbe una relazione con l'artista gallese John Gibson.

## Opere

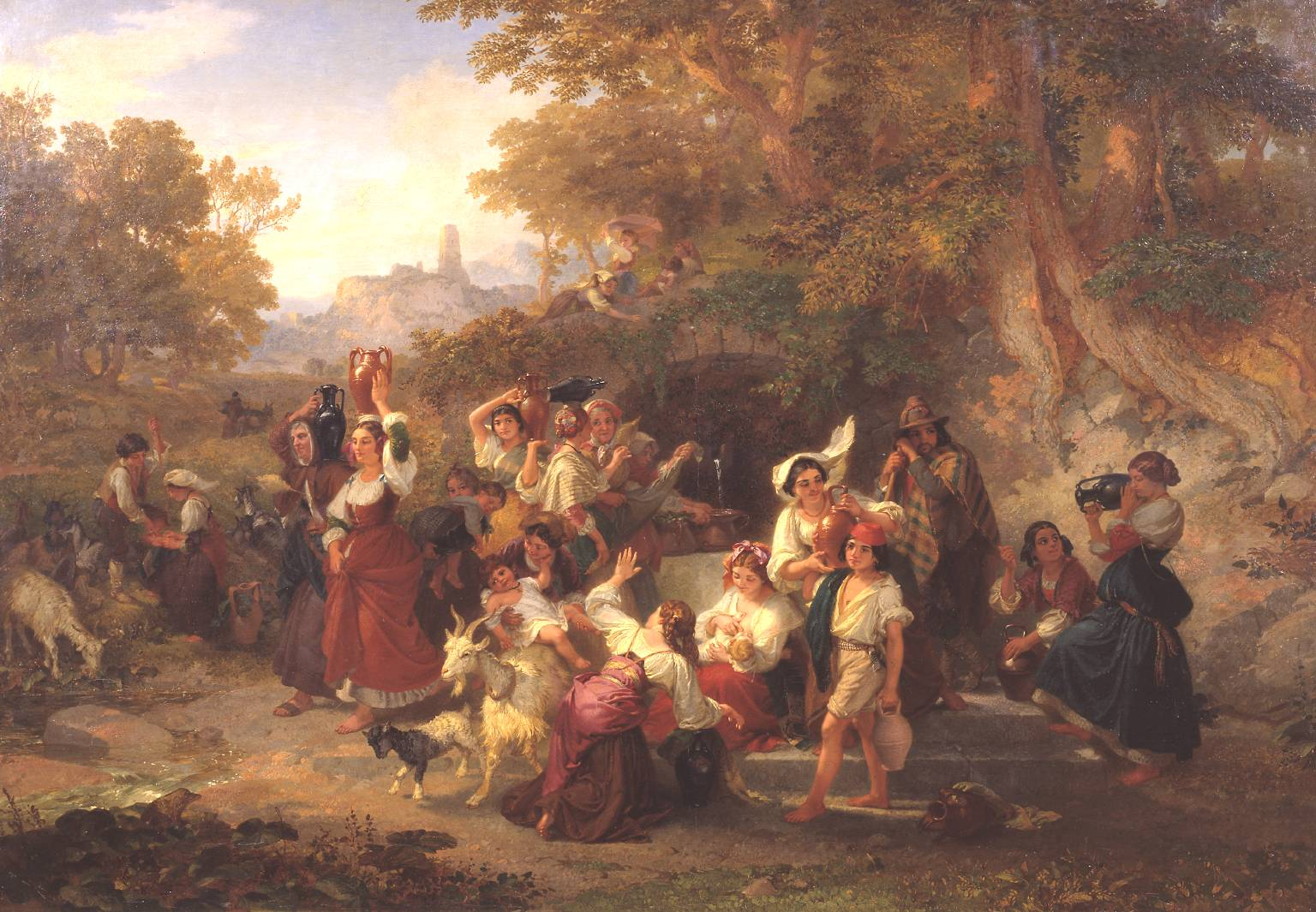
Contadini napoletani alla fontana (1859), di Penry Williams

Williams ha lavorato principalmente a vedute italiane e scene di vita romana, in stile convenzionale. Contribuì con opere alla Royal Academy fino al 1869 ed ebbe molti illustri mecenati. Tra le sue opere di spicco c'erano La festa della Madonna dell'Arco, Il traghetto sul fiume Ninfa, Il Voto o il convalescente, La fontana: una scena a Mola di Gaeta, Ragazze italiane che si preparano per una festa (incisa da D. Lucas, 1830) e Processione al Battesimo (incisa da Lumb Stocks per la British Gallery of Art di William Finden). La National Gallery di Londra ha acquisito i suoi Contadini napoletani a una fontana, Lungo la strada in Italia e Il tamburello; da allora sono stati trasferiti alla Tate Gallery. Gli ultimi due, presentati da Robert Vernon, sono stati incisi da C. Rolls per The Art Journal. Alcuni dei disegni di Williams furono incisi per The Amulet (1827–30) e Literary Souvenir (1836).